# 小行星2641
小行星2641（2641 Lipschutz）是一颗围绕太阳公转的小行星。1949年4月4日，印第安纳大学在摩根县发现了此天体。
該小行星以美國地球化學家邁克爾·E·利普舒茨（Michael E. Lipschutz）命名。
这颗小行星的绝对星等为164.88832等。